# Лозница (Вишеград)
Лозница (серб. Лозница / Loznica) — село в общине Вишеград Республики Сербской Боснии и Герцеговины. Население составляет 18 человек по переписи 2013 года. Официальным языком Лозницы считается сербский.